# ドンハ
ドンハ （ベトナム語：Thành phố Đông Hà / 城庯東河  発音） は、ベトナム中部クアンチ省の省都。ベトナム戦争当時、南ベトナムの最北端の街であり、米海軍の基地があった。軍事境界線を超えて軍を進めるための重要な軍事拠点であった。1972年5月31日に、北ベトナムの支配地域となった。

## 行政区画
ドンハ市は以下の9坊から構成される。
- 第1坊（Phường 1）
- 第2坊（Phường 2）
- 第3坊（Phường 3）
- 第4坊（Phường 4）
- 第5坊（Phường 5）
- ドンザン坊（Đông Giang / 東江）
- ドンタイン坊（Đông Thanh / 東靑）
- ドンルオン坊（Đông Lương / 東梁）
- ドンレ坊（Đông Lễ / 東禮）